# Ernst Berroth
Johann Ernst Berroth (* 19. Oktober 1841 in Jagstheim; † 20. Oktober 1911 ebenda) war ein württembergischer Landtagsabgeordneter.

## Leben
Berroths Eltern waren der Bauer Siegmund Berroth und dessen Frau Katharina Margaretha, geb. Leyh. Ernst Berroth besuchte die Volksschule in Jagstheim und wurde anschließend Bauer. Er war im Bund der Landwirte politisch aktiv und wurde im November 1899 in einer Ersatzwahl als Nachfolger für den verstorbenen Leonhard Sachs als Abgeordneter für das Oberamt Crailsheim in den württembergischen Landtag gewählt. Er konnte sein Mandat zwei Mal verteidigen und blieb bis zu seinem Lebensende Abgeordneter.
Ernst Berroth war zwei Mal verheiratet, insgesamt hatte er siebzehn Kinder, unter ihnen der spätere Landtagsabgeordnete Karl Berroth.